# Pseudorobillarda phragmitis
Pseudorobillarda phragmitis är en svampart som först beskrevs av Cunnell, och fick sitt nu gällande namn av M. Morelet 1968. Pseudorobillarda phragmitis ingår i släktet Pseudorobillarda, divisionen sporsäcksvampar och riket svampar.   Inga underarter finns listade i Catalogue of Life.